# Iglesia de Nuestra Señora de Loreto (París)
La iglesia de Nuestra Señora de Loreto (del francés: église Notre-Dame-de-Lorette) es una iglesia católica francesa del siglo XIX erigida en estilo neoclásico en el IX Distrito de París y dedicada en honor a Nuestra Señora de Loreto.
La iglesia y su decoración interior fueron clasificada al título de monumento histórico desde el 28 de diciembre de 1984, en su totalidad.

## Localización
Está encuadrada al sur por la rue de Châteaudun, a la que da su frontón, en el norte por la rue Saint-Lazare,  en el este por la rue Fléchier, y al oeste por la rue Bourdaloue.
Es servida por una estación de metro que tomó su nombre, Notre-Dame-de-Lorette, sur la línea 12.

## Historia

### La primera capilla
Una primera capilla se construye para los habitantes de Porcherons en la calle Coquenard (hoy rue Lamartine). La fecha de la fundación de esta capilla no se conoce, pero ya estaba construida en 1646 porque en ella se estableció una cofradía. En 1790, la capilla fue suprimida. Vendida como bien nacional en 1796, se destruyó. El actual número 6 de calle Lamartine ocupa el sitio de la entrada de esa iglesia. La ciudad de París compró la capilla Saint Jean Porte latine, construido en 1760 en los números 60-62 de la calle del Faubourg-Montmartre (cerca de la intersección actual de carrefour de Châteaudun) para establecer allí el culto de la Virgen de Loreto.

### La iglesia actual

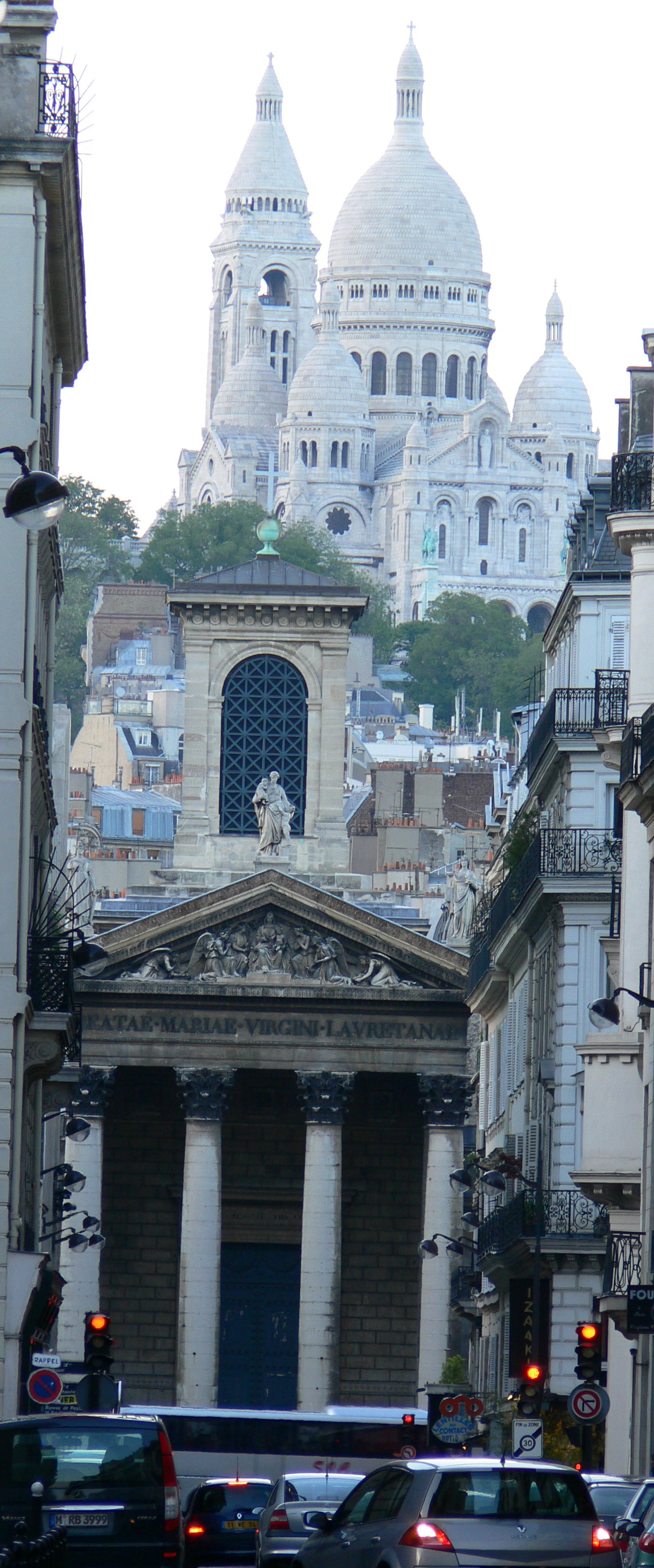
La iglesia y al fondo el Sacré-Cœur

Mucho antes de las intervenciones del barón Haussmann, París ya era objeto de importantes obras: el distrito llamado de los Porcherons, donde se encuentra la iglesia hoy en día, se situaba fuera de las murallas de la ciudad. Los establecimientos no pagaban el octroi, los cabarets y tabernas florecieron a lo largo de la rue des Martyrs. Víctor Hugo lo evocó en les Contemplations «C’est lundi ; l’homme hier buvait aux Porcherons Un vin plein de fureur, de cris et de jurons». Cerca, el distrito de Nueva Atenas, alusión a la guerra de independencia griega contemporánea, también estaba en pleno desarrollo. Muchos artistas se establecieron allí.
Las iglesias más cercanas eran Saint-Pierre de Montmartre, al norte, o San Eustaquio, al sur. La iglesia de la Santísima Trinidad se construirá en 1867 y el Sagrado Corazón mucho más tarde, en 1914. La construcción de una iglesia se volvía urgente. En 1821, se tomó la decisión de construir la iglesia actual. Una ordenanza real del 3 de enero de 1822 prescribe la construcción de esta iglesia y se abrió una concurso entre diez arquitectos. Hippolyte Le Bas  fue el único arquitecto que ofrecía una construcción sobre pilotes, necesaria dada la naturaleza del suelo. Amigo de Ingres, Lebas le pidió que lo ayudara a elegir los artistas que decorarían el edificio. Originalmente la iglesia se abriría hacia el norte, pero el plan se revirtió después de la aburrida Rue Laffitte de París.
La primera piedra fue colocada el 25 de agosto de 1823 durante el reinado de Luis XVIII y la construcción se completó en 1836, bajo Luis Felipe I.
El 13 de mayo de 1871, durante la Comuna de París de 1871, la iglesia fue convertida en cuartel de la Guardia Nacional bajo el nombre de cuartel Châteaudun, para una parte, y otra parte en prisión para los refractarios al servicio del ejército. Alfred Caillebotte, hermanastro de Gustave Caillebotte, fue uno de los sacerdotes de Notre-Dame-de-Loreta.
La iglesia fue clasificada como Monumento Histórico el 28 de diciembre de 1984, en su totalidad.
En 1821, décision est prise de construire l'église actuelle. Une ordonnance royale du 3 janvier 1822 prescrit la construction de cette église et un concours entre dix architectes est ouvert. Hippolyte Le Bas est le seul architecte à proposer une construction sur pilotis, nécessaire compte tenu de la nature du sol. Ami d'Ingres, Lebas lui demanda de l'aider au choix des artistes qui décoreront l'édifice.

À l'origine l'église devait s'ouvrir au nord, mais le plan fut inversé après le percement de la rue Laffitte depuis Paris.

## Descripción

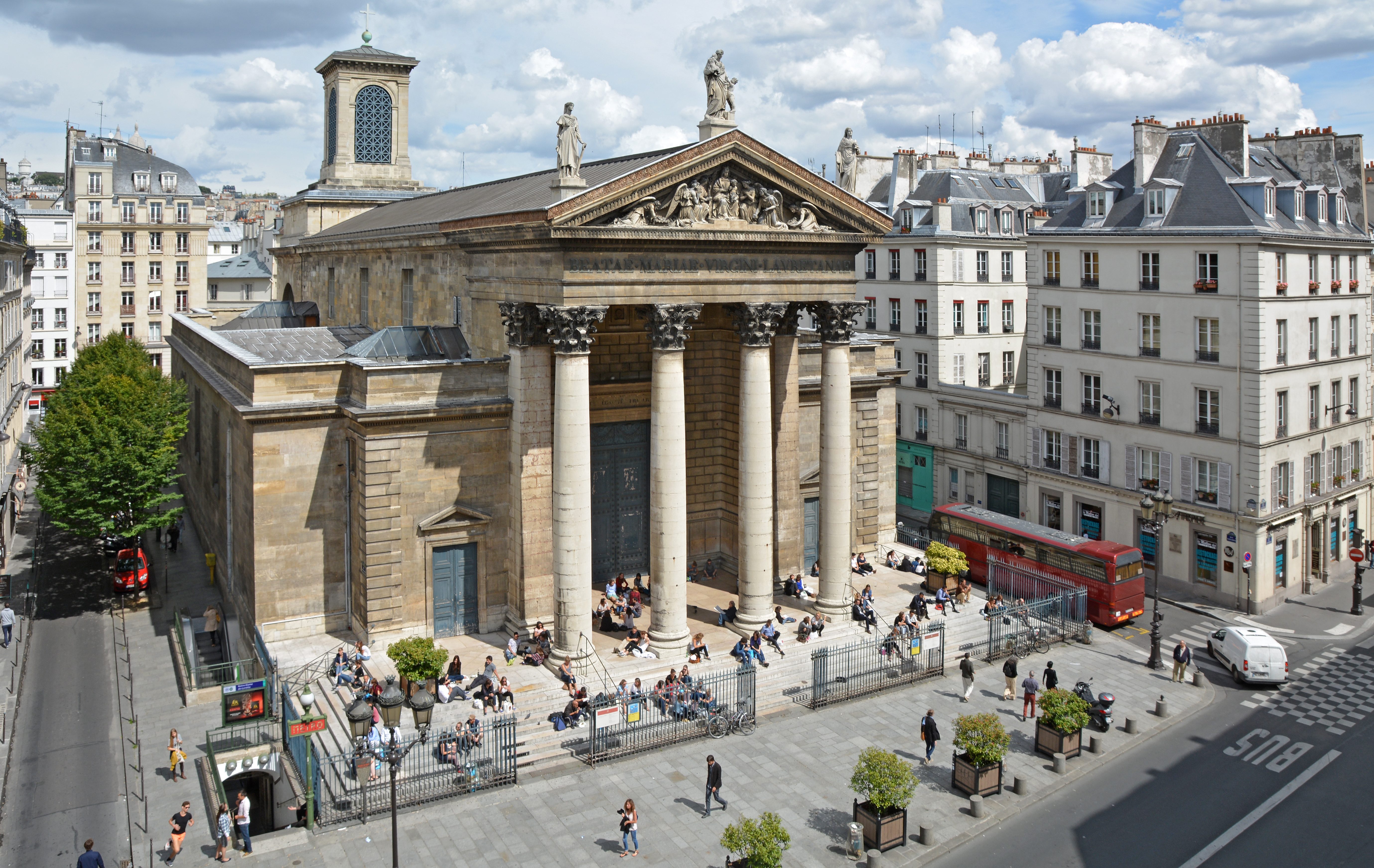
Iglesia de Nuestra Señora de Loreto

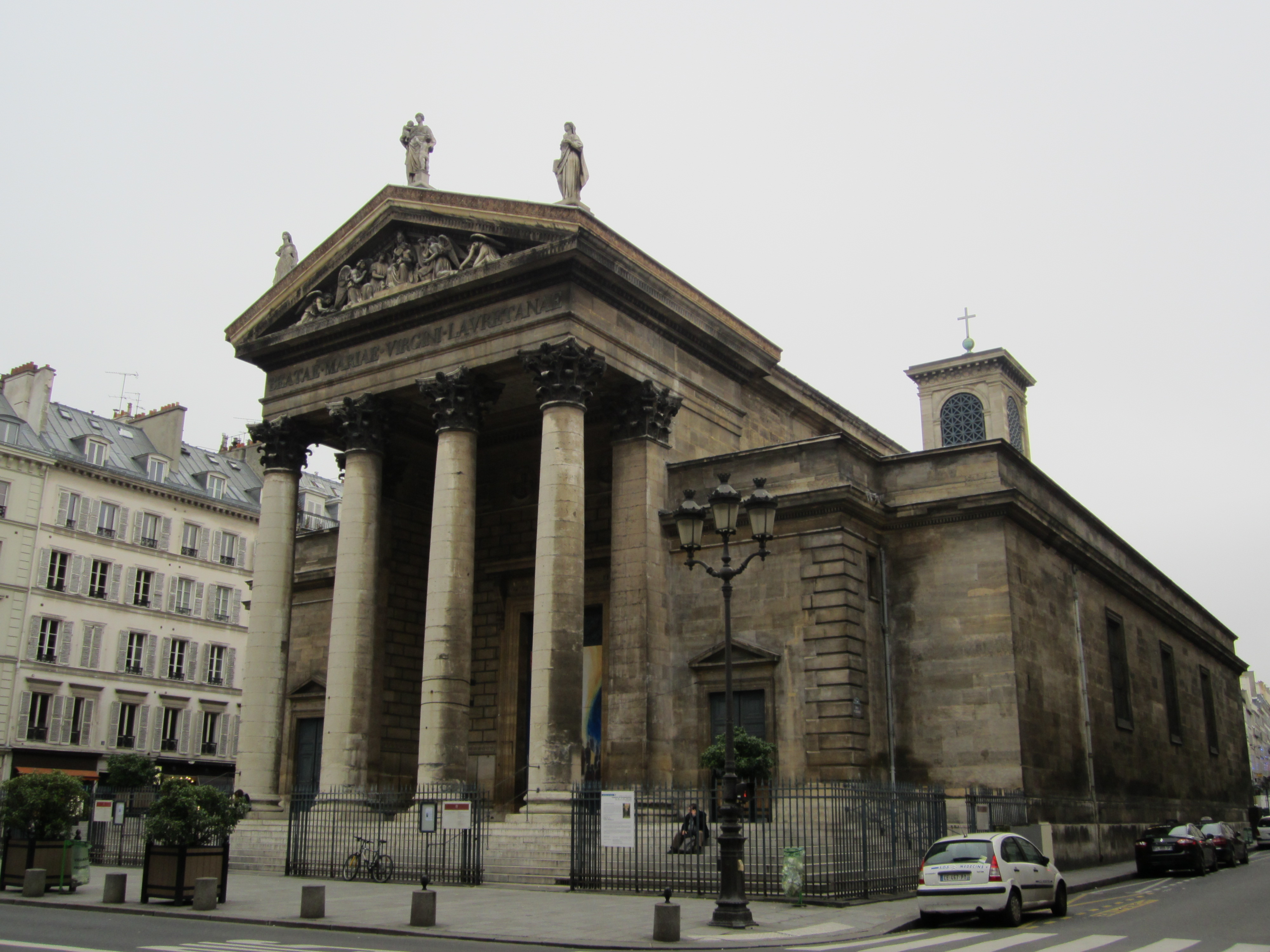
La fachada

El principio del siglo XIX se caracteriza por un neoclasicismo que se refleja en la iglesia de Nuestra Señora de Loreto. El regreso a un clasicismo antiguo, sin duda, pero también a los cristianos primitivos. Las decoraciones murales fueron por ello pintadas directamente en las paredes. La planta es una planta basilical clásica, sin transepto visible desde el exterior, como en la Santa Maria Maggiore de Roma. La fachada comporta un frontón que representa el homenaje de cuatro ángeles a la Virgen y el Niño, realizado por Charles-François Nanteuil. Sobre el frontón, las estatuas recuerdan a las antiguas acroterias y representan a las tres virtudes teologales: en el centro, La Caridad, auxiliando a dos niños, de Charles-René Laitié; La esperanza con el ancla, de Philippe Joseph Henri Lemaire; y La Fe, con el cáliz y la hostia, de Denis Foyatier.
La divisa Liberté, Égalité, Fraternité sobre la entrada principal fue agregada en 1902.
Clasificada como monumento histórico en 1984, la iglesia de Notre-Dame-de-Lorette es la iglesia más colorida de París. Juzgada, en su momento, demasiado moderna, demasiado brillante con su iluminación de gas, sus paredes están completamente recubiertas con decoración. Cuatro capillas correspondientes a los cuatro sacramentos importantes de la vida del cristiano enmarcan la nave. La capilla del bautismo, a derecho al entrar, la capilla de la Eucaristía, al noreste, la capilla del matrimonio, de Victor Orsel, al noroeste y, finalmente, hacia el suroeste, la capilla del sacramento de los Enfermos, de Blondel.
Un ciclo pictórico sobre la vida de la Virgen es visible en la parte alta de la nave. La mayoría de las iconografías provienen de escritos apócrifos. El único vitral visible en esta iglesia es el del oratorio, al noroeste. Se trata de la representación de una asunción salida de los talleres de la manufactura de Sèvres. Un colgante, encargado, sin haberse realizado nunca, debía representar a Moisés y las Tablas de la Ley. Son notables también, la alfombra debajo del altar mayor, realizada por la fábrica de los Gobelinos, así como la Virgen y el púlpito de roble.
En octubre de 2013, Notre-Dame-de-Lorette fue incluida en la lista de monumentos en riesgo del World Monument Fund. Su decoración está seriamente dañada.

## Personalidades relacionadas con la iglesia

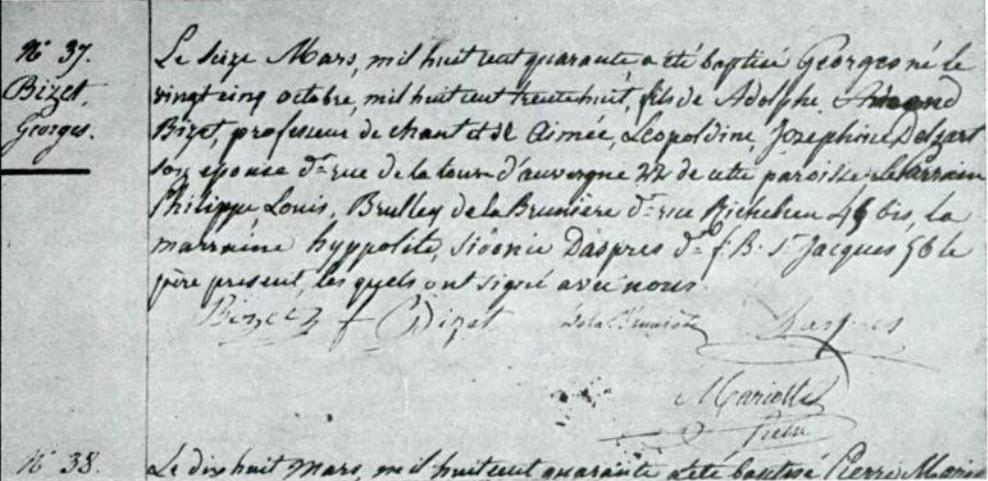
Acta del bautismo de Georges Bizet del 16 de marzo de 1840 en la iglesia de Notre-Dame-de-Lorette en París.

- Alejandro Aguado, marqués de Las Marismas del Guadalquivir, conde de Monte-Ricco (1784-1842), rico banquero de origen español, propietario del Hôtel de Augny, situado en el n.º 6 de la rue Drouot,  benefactor de la iglesia de Notre Dame-de-Lorette de París, donde se celebró su funeral con gran pompa el 12 de abril de 1842.
- Georges Bizet (1838-1875), compositor francés nacido en París el 25 de octubre de 1838 fue bautizado en Notre-Dame-de-Lorette 16 de marzo de 1840.[7] Fue durante este bautismo cuando recibió el nombre de Georges.
- Claude Monet (1840-1926), pintor impresionista francés nacido en París el 14 de noviembre de 1840, fue bautizado en Notre Dame de Lorette el 20 de mayo de 1841.[8] En este bautismo, recibió os nombres de Oscar-Claude.
- Michel-Victor Cuchet (1815-1899), escultor-ornemanista casado el 17 de septiembre de 1840 en la iglesia de Notre-Dame-de-Lorette, con Catherine Clair.

## Iconografía
La medalla acuñada por la colocación de la primera piedra de la iglesia, debida a los grabadores Raymond Gayrard et Joseph-François Domard, muestra el proyecto de fachada, obtenido en 1823. Se conserva una copia en el musée Carnavalet (ND 4177).

## Sobre el nombre de la iglesia
Su nombre, obviamente, se refiere a la Santa Casa de Loreto, la casa de María en la que, según la tradición cristiana, recibió la visita del Espíritu Santo para dar a luz a Jesús y que luego, milagrosamente fue trasladada a Loreto (Italia)
Pero el distrito de Notre-Dame-de-Lorette, llamado así por la iglesia del mismo nombre, dio lugar en francés al término lorette  que indicaba, entre finales de 1800 y principios de 1900, una categoría de jóvenes prostitutas que vivían en el área, a los pies de la colina de Montmartre, en  «pequeñas casas».  Se usaba para referirse a una cortesana debutante, a diferencia del término leona, que designaba a una cortesana confirmada como la Païva.
Corrado Augias,  en el capítulo In quelle trine morbide" de su libro I segreti di Parigi - Luoghi, storie e personaggi di una capitale cita al escritor Alfred Delvau que, en su libro Les plaisirs de Paris [Los placeres de París], destacaba la diferencia entre la «grisette» y la «lorette»:

La grisette era una fresca y adorable muchacha, espiritual y modesta... dejaba a las grandes damas los vestidos de seda, la cachemira, el falpalà y se las arreglaba para ser bonita con un vestidito de lana y un sombrero en el que solo había como adorno una cinta... Este tipo de mujer que ha hecho girar tantas cabezas estaba condenada a desaparecer… La lorette no sabia ciertamente escribir mejor que la grisette, ni tenía más espíritu. Pero sabía usar ropa de seda y cachemira, a lo que pronto agregó los diamantes que algún especulador afortunado le había regalado. Fue a partir de ese momento cuando las muchachas perdidas comenzaron a avanzar sin detenerse hacia el lujo y la depravación.

Augias también cita a Emile Zola, quien describió la velada de estas chicas, cuando bajaban en masa hacia los grandes bulevares, en busca de clientes:
«En las aceras de la rue Notre-Dame-de-Lorette, dos filas de mujeres bordean las tiendas, con las faldas recogidas, la nariz en el suelo, corriendo hacia los bulevares, con un aire de ocupadas, sin siquiera mirar las vitrinas... »

## Galería de imágenes

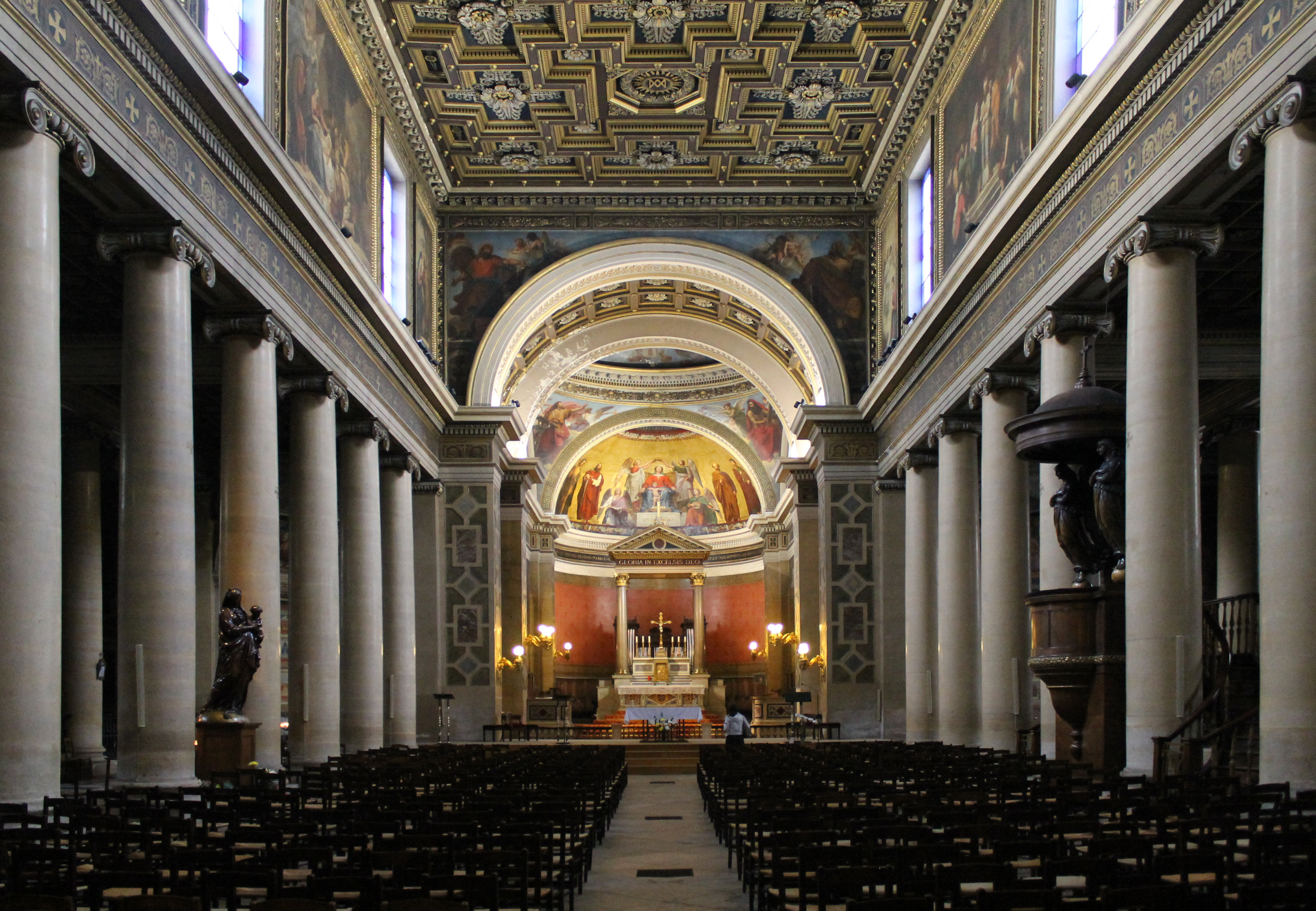
La nave
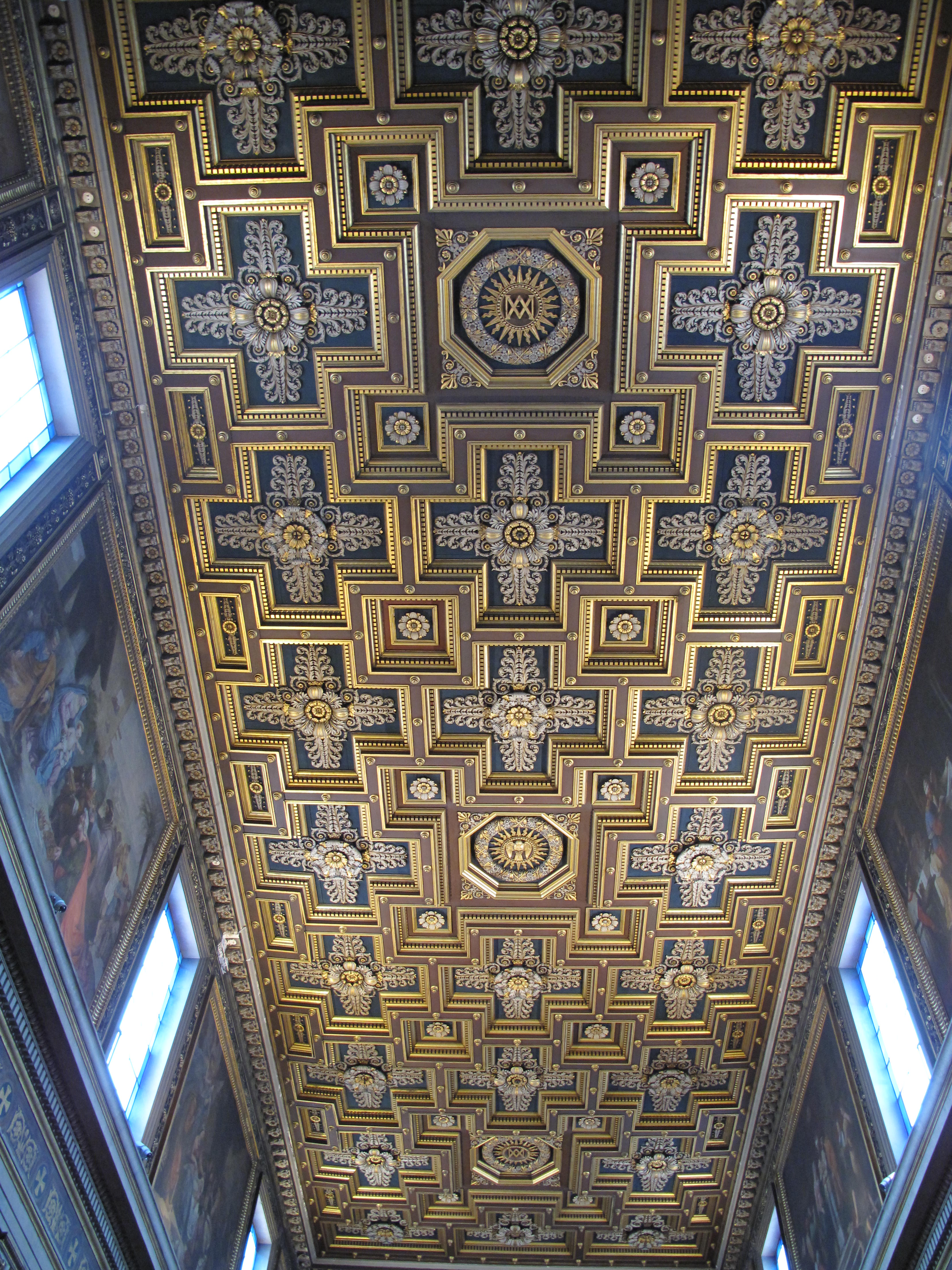
El techo
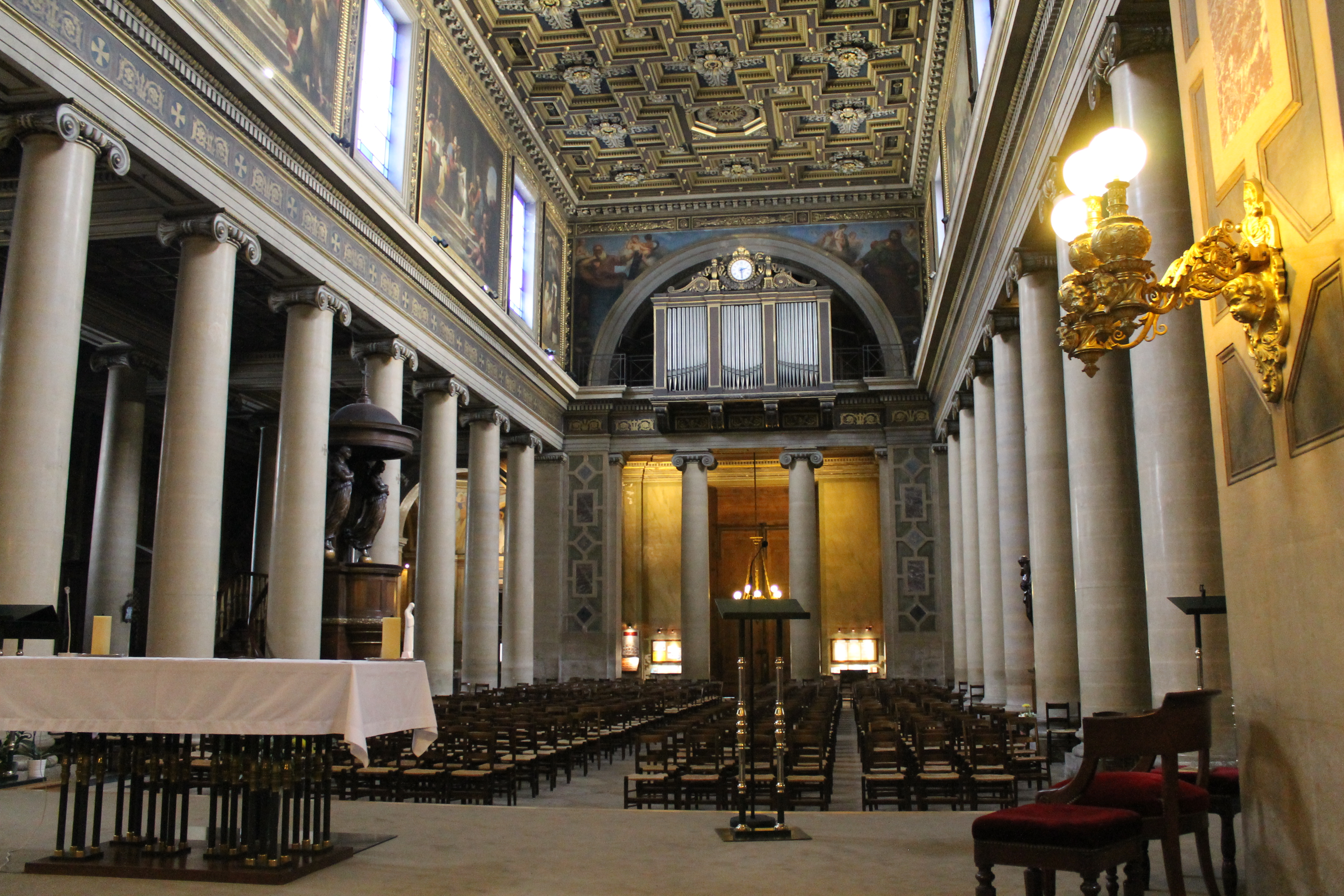
Interior, mirando a la contrafachada

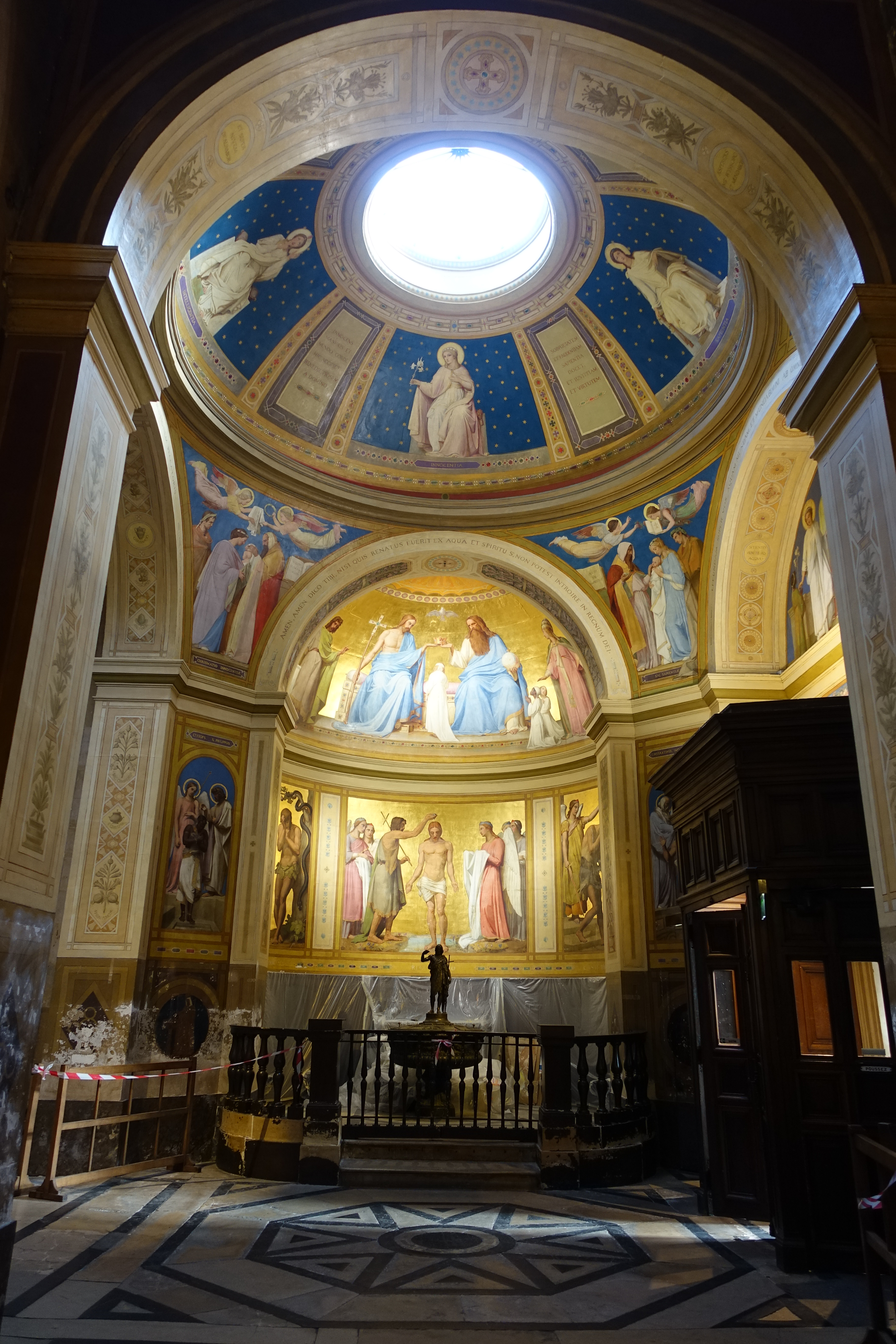
El baptisterio
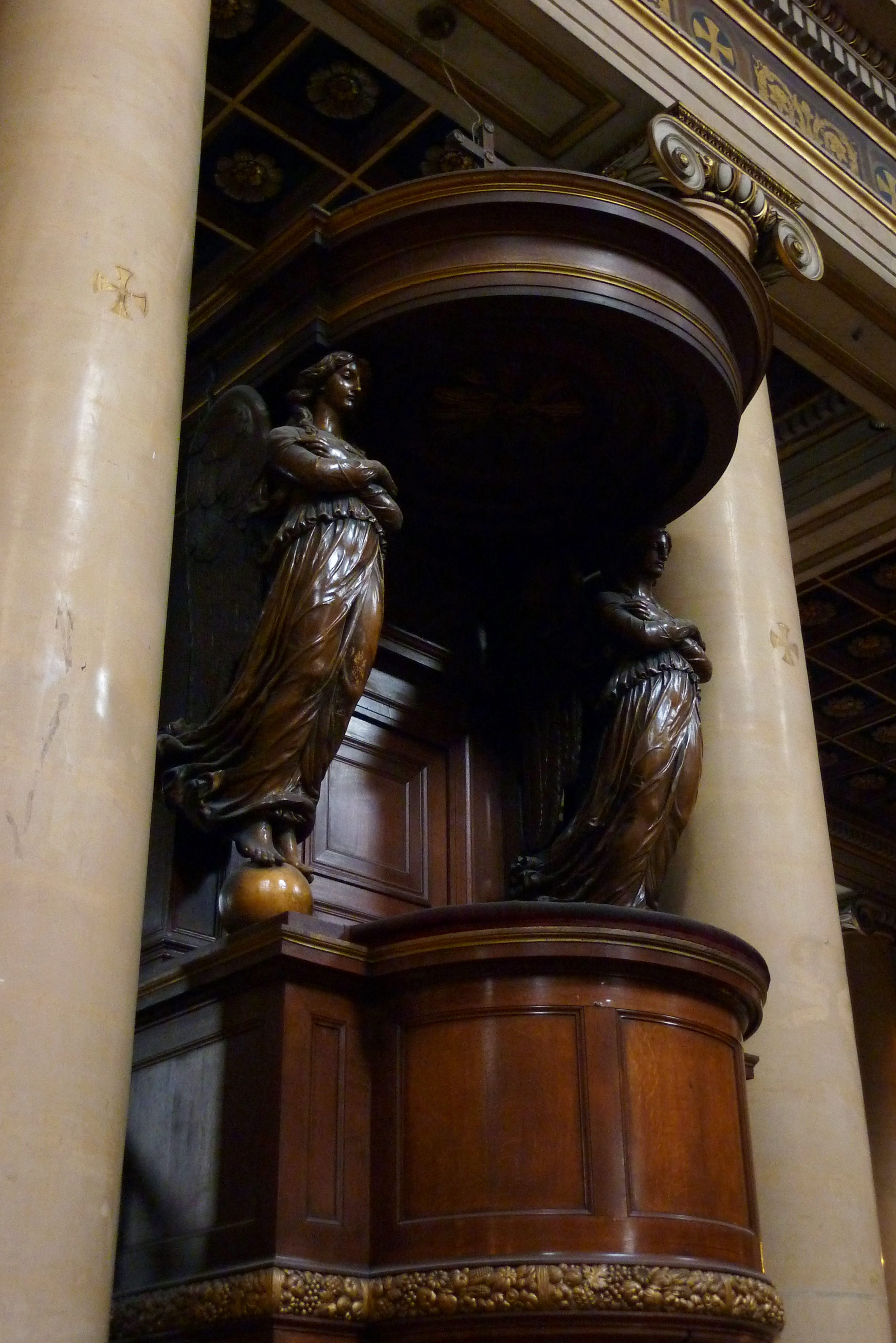
El púlpito
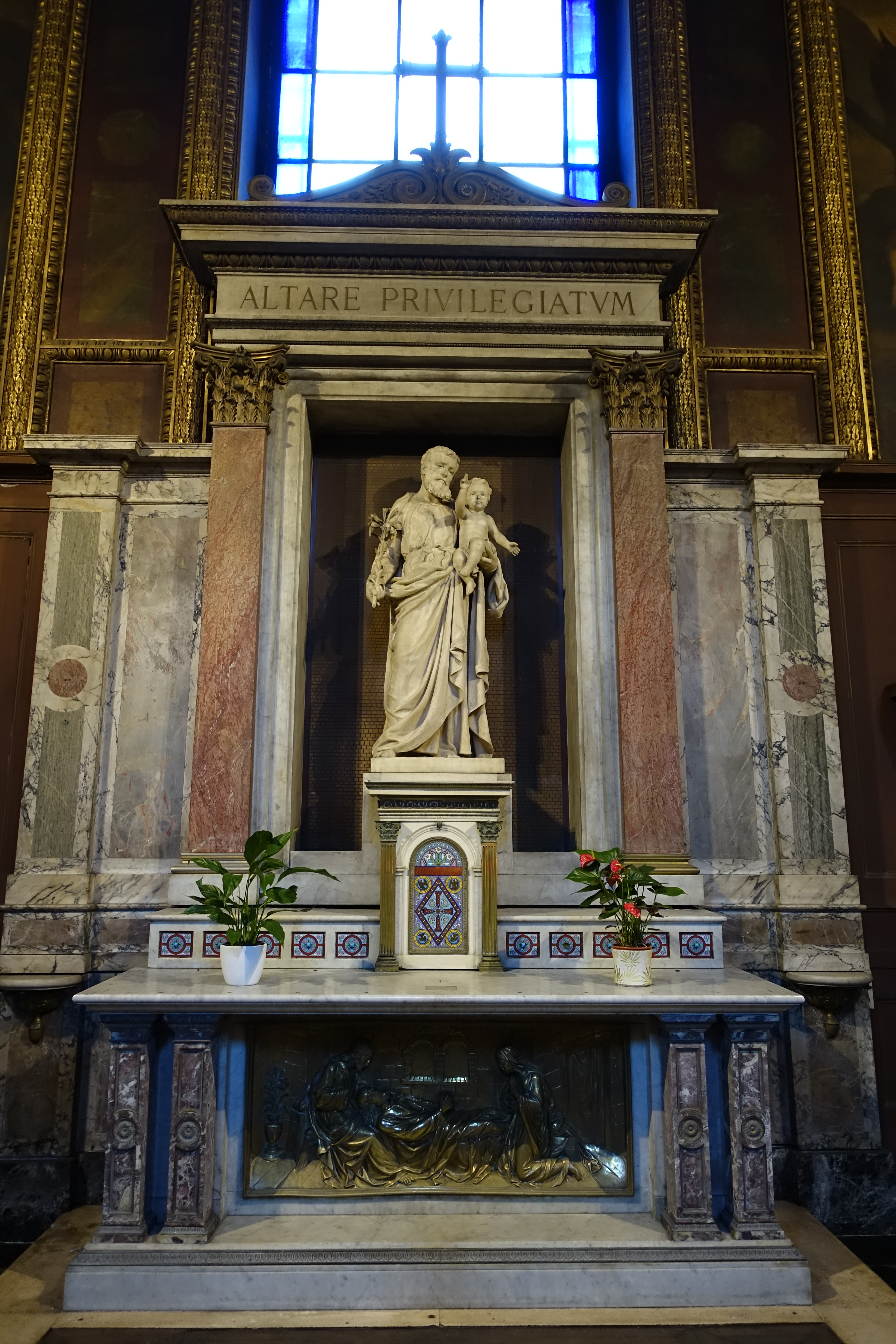
El altar de San José
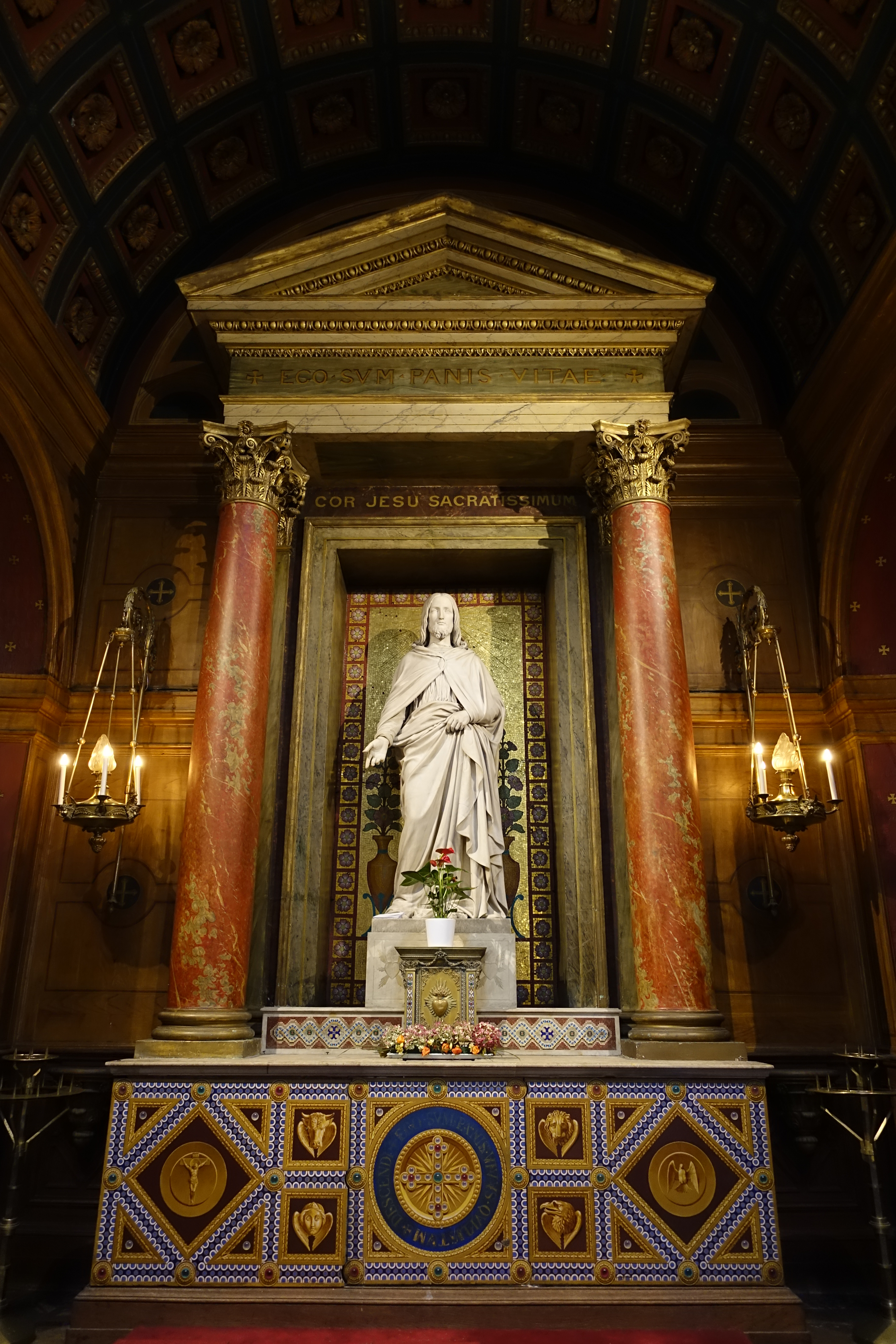
El altar del Sagrado Corazón
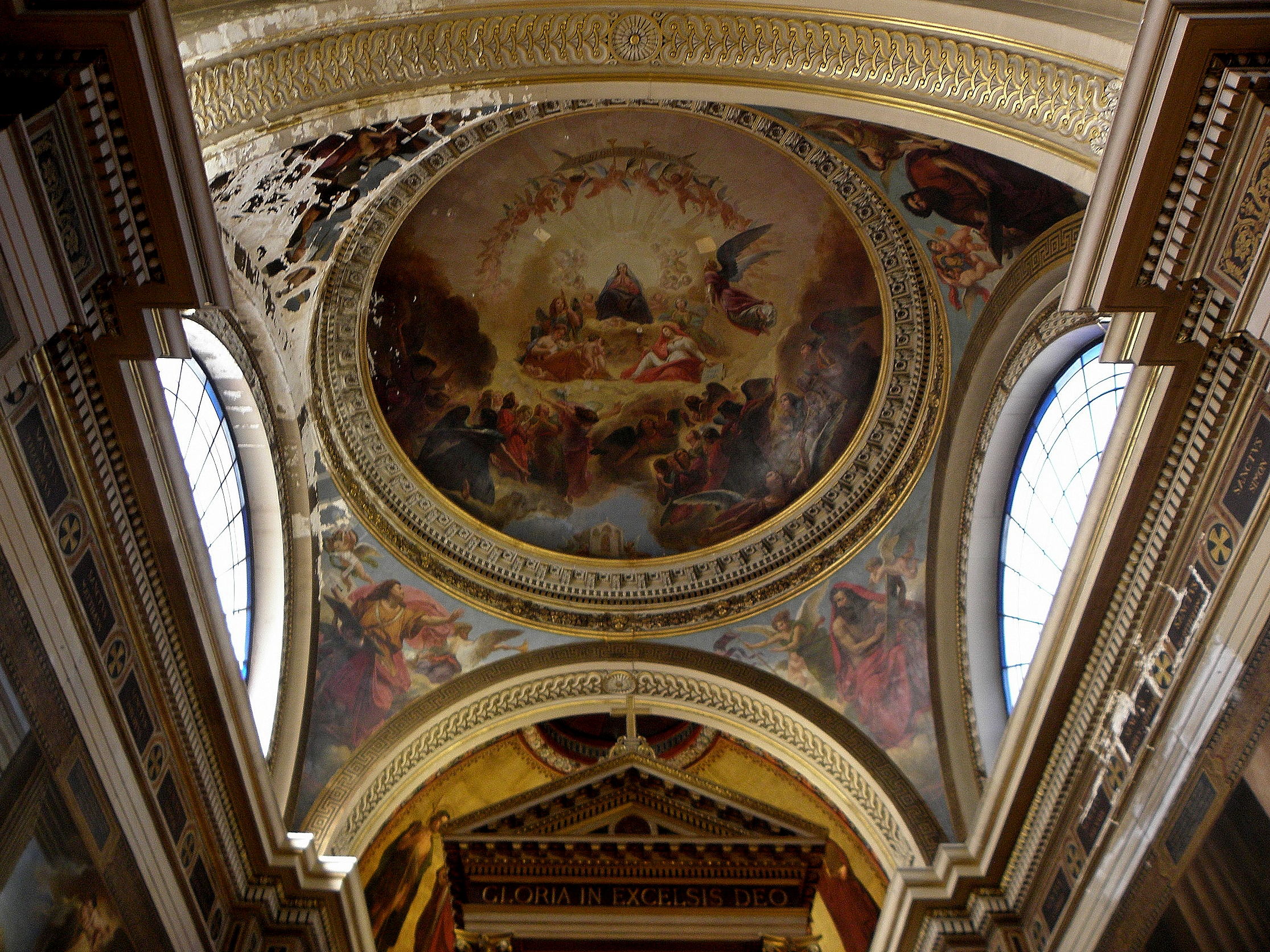
Gloria de la Virgen y transporte de la Santa Casa a Loreto
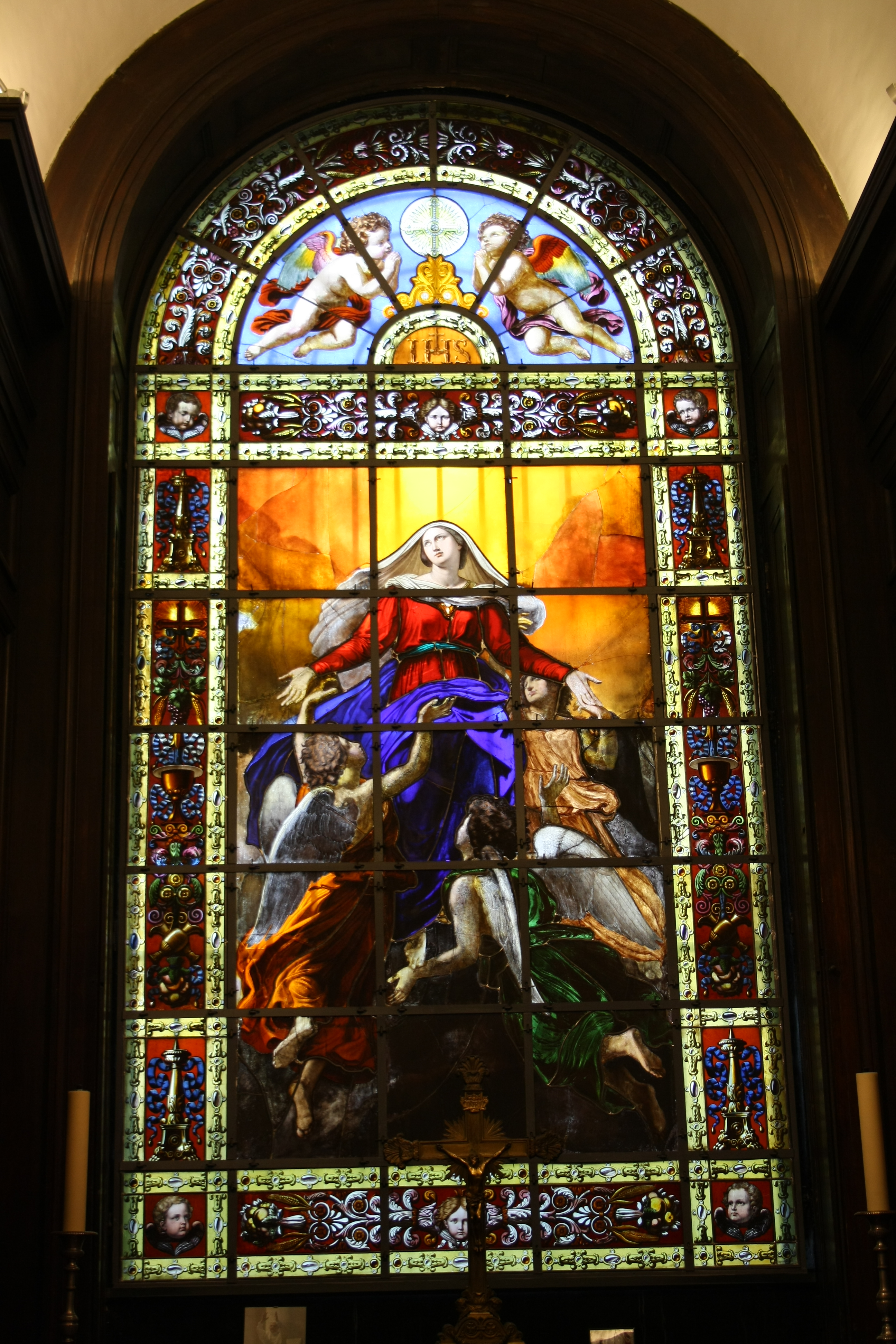
Asunción de Maria